# Hà Đông, Đak Đoa
Hà Đông là một xã thuộc huyện Đak Đoa, tỉnh Gia Lai, Việt Nam.
Xã Hà Đông có diện tích 196,08 km², dân số năm 1999 là 2.628 người, mật độ dân số đạt 13 người/km².

## Đơn Vị Hành Chính
Đơn vị hành chính xã Hà Đông bao gồm:
- Làng Kon Jốt
- Làng Kon Ma Har
- Làng Kon Rơn Năk
- Làng Kon Rơn Pram
- Làng Kon Sơ ngLok